# Cabera exanthemaria
Cabera exanthemaria är en fjärilsart som beskrevs av Ignaz Schiffermüller 1776. Cabera exanthemaria ingår i släktet Cabera och familjen mätare. Inga underarter finns listade i Catalogue of Life.